# Corporação Musical Marcos Vedovello

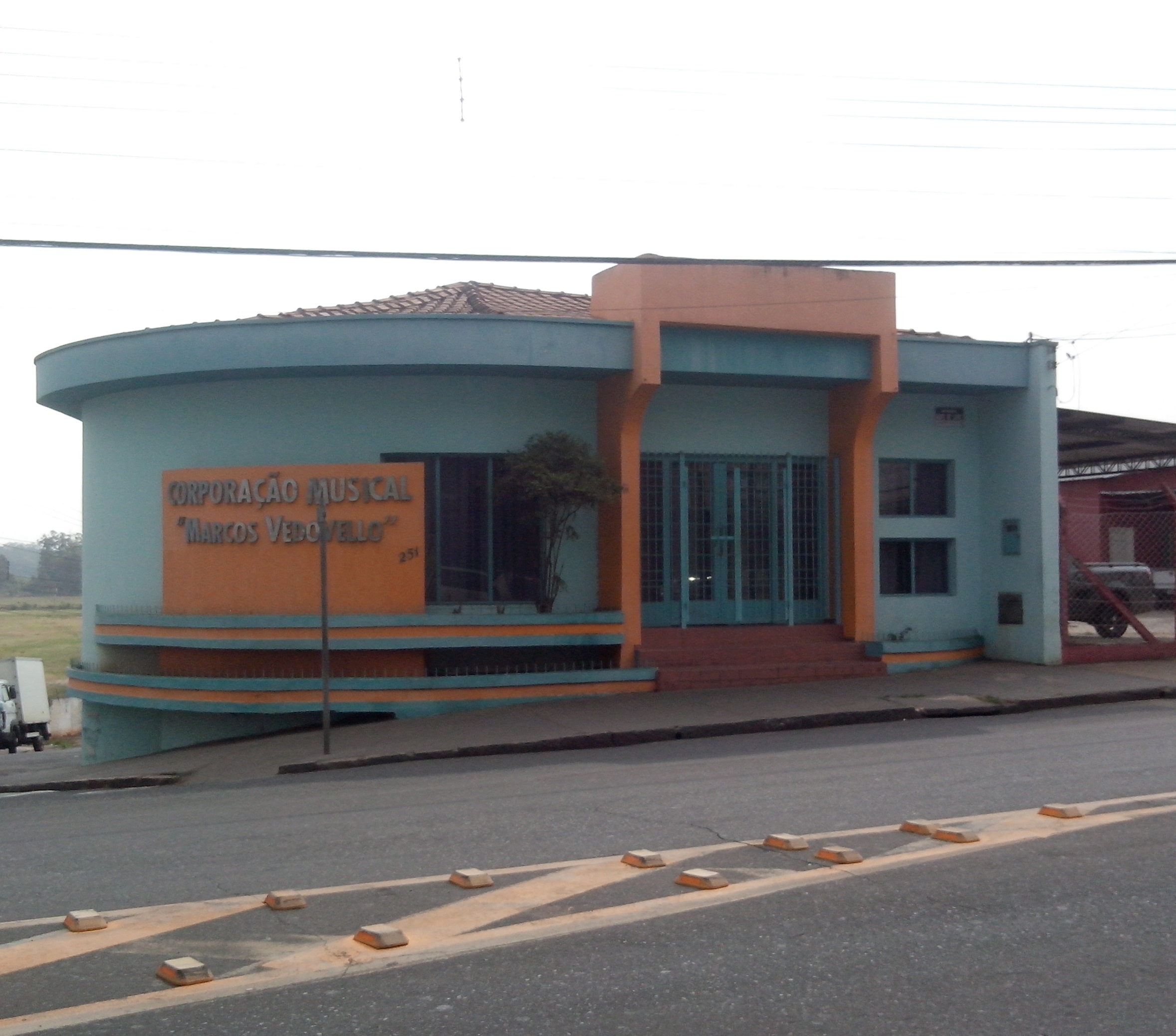
Corporação Musical Marcos vedovello-Mogi Guaçu

Corporação Musical Marcos Vedovello é de uma corporação musical em Mogi Guaçu formada pela iniciativa popular de um grupo de pessoas que elegeram essa modalidade artística como forma de promover a integração social, o lazer e o desenvolvimento cultural da cidade.

## História
A corporação musical guaçuana teve origem em 25 de março de 1920, através do pároco Jaime Nogueira, ele notou que para alegrar suas quermesses e festas faltava uma apresentação musical. Com o apoio do então prefeito Capitão Agenor de Carvalho, começou a reunir músicos que existiam na cidade e região, assim, em 25 de março de 1920 foi fundada a Corporação Musical “15 de novembro”, com seu primeiro regente sendo o Maestro Sebastião Patrício da Luz, conhecido como “Tango”. Os ensaios eram feitos no salão paroquial, este fato originou a construção de um coreto em estilo Inglês, no centro da praça matriz.
O padre transferiu a direção da corporação musical para o Sr. Marcos Vedovello, e sua regência para o Guaçuano Evaristo Capussoni, a corporação passou a chamar “Carlos Gomes”, em homenagem ao grande músico patrício. Marcos Vedovello veio a falecer em 1947, assumindo assim a regência seu filho o Maestro Geraldo Vedovello. Então a população decidiu homenagear Marcos Vedovello, fazendo um abaixo-assinado sugerindo a mudança de nome da corporação para o nome de seu ex-presidente, fato que teve aprovação imediata.
A banda musical se apresentava religiosamente a noite todos os finais de semana no coreto da praça. A frequência das pessoas nesse ritual era incrível, e as vezes não havia espaços para todos. Então aguardava-se na rua que contornava a praça um momento oportuno para adentrar.
Em 1970 a corporação musical participou de um concurso de bandas disputando com outras cidades da região. Sob aplausos dos populares que enchiam as ruas, usando seu uniforme de gala a banda desfilou com o ritmo vivo da bela marcha alemã “Velhos Camaradas”.
A seguir sob a regência do maestro, foram executados o Dobrado “Silvio Romero”, de Silvio Camargo e o Pot-pourri do Trovador de Giuseppe Verdi. Os aplausos traduziam o sucesso e antecediam o resultado de campeã, deixando para trás prestigiosas concorrentes consideradas favoritas.Atualmente a Corporação desenvolve vários projetos espalhados pela cidade, usa a atividade musical como forma de integrar os jovens à sociedade e tem os seguintes objetivos:
1. Dar a oportunidade a todas as crianças e jovens, incluindo portadores de necessidades especiais a aprender música;
2. Resgatar a cidadania e o patriotismo;
3. Integração de artes como a música e a dança;
4. Descentralização dos trabalhos da Corporação Musical